# Kurt Möller
Kurt Möller (* 1954) ist ein deutscher Erziehungswissenschaftler. Seit 1989 ist er Professor für Soziale Arbeit an der Hochschule Esslingen.

## Leben
Möller studierte Erziehungswissenschaften, Soziologie und Germanistik in Münster und Bielefeld. Nach dem Diplom 1979 in Erziehungswissenschaften war er von 1984 bis 1989 wissenschaftlicher Mitarbeiter an der Universität Bielefeld. 1987 wurde er zum Dr. phil. promoviert. Seit 1989 ist er Professor für Soziale Arbeit an der Hochschule Esslingen. 1999 habilitierte er sich an der Fakultät für Pädagogik der Universität Bielefeld und wurde Privatdozent. Seine Forschungsschwerpunkte sind Gewalt, Rechtsextremismus, Fremden- und Menschenfeindlichkeit, Männliche und Politische Sozialisation und Jugendkulturen.
Er ist Mitherausgeber der Schriftenreihe Konflikt- und Gewaltforschung (Juventa-Verlag). Möller ist u. a. Beiratsmitglied des Projektes Caritas aktiv für Respekt und Demokratie – gegen Rechtsextremismus, Mitglied im Landesnetzwerk für Menschenrechte und Demokratieentwicklung – gegen Rechtsextremismus und Menschenfeindlichkeit in Baden-Württemberg, Beiratsmitglied im Projekt Lokal vernetzen – demokratisch handeln, Fachbeiratsmitglied der Arbeits- und Forschungsstelle Rechtsextremismus und Fremdenfeindlichkeit des Deutschen Jugendinstituts und Mitglied im Expertenkreis von Zukunftsplan Jugend des Landes Baden-Württemberg.

## Auszeichnungen
- 2008: Hermine-Albers-Preis

## Schriften (Auswahl)
- Politische Jugendarbeit als bedürfnisorientierte Freizeiterziehung. Bedingungen, Möglichkeiten, Grenzen (= Pahl-Rugenstein-Hochschulschriften Gesellschafts- und Naturwissenschaften. 63: Serie Studien zu Bildung und Erziehung). Pahl-Rugenstein, Köln 1981, ISBN 3-7609-5063-9.
- mit Franz Josef Krafeld, Andrea Müller: Jugendarbeit in rechten Szenen. Ansätze – Erfahrungen – Perspektiven (= Schriftenreihe der Landeszentrale für politische Bildung, Bremen. Bd. 5). Edition Temmen, Bremen 1993, ISBN 3-86108-210-1.
- mit Siegfried Schiele (Hrsg.): Gewalt und Rechtsextremismus. Ideen und Projekte für soziale Arbeit und politische Bildung (= Didaktische Reihe der Landeszentrale für Politische Bildung Baden-Württemberg). Wochenschau Verlag, Schwalbach 1996, ISBN 3-87920-383-0.
- (Hrsg.): Nur Macher und Macho? Geschlechtsreflektierende Jungen- und Männerarbeit (= Geschlechterforschung). Juventa Verlag, Weinheim u. a. 1997, ISBN 3-7799-1361-5.
- „… an den Bedürfnissen und Interessen ansetzen“. Grundlagentheoretische Begründungszusammenhänge bedürfnisorientierter Jugend- und Erwachsenenbildung (= Forschungstexte Wirtschafts- und Sozialwissenschaften. Bd. 25: Erziehungswissenschaften). Leske und Budrich, Opladen 1998, ISBN 3-8100-0682-3.
- Rechte Kids. Eine Langzeitstudie über Auf- und Abbau rechtsextremistischer Orientierungen bei 13- bis 15jährigen (= Jugendforschung). Juventa Verlag, Weinheim u. a. 2000, ISBN 3-7799-0469-1.
- Coole Hauer und brave Engelein. Gewaltakzeptanz und Gewaltdistanzierung im Verlauf des frühen Jugendalters. Leske und Budrich, Opladen 2001, ISBN 3-8100-3020-1.
- (Hrsg.): Auf dem Weg in die Bürgergesellschaft? Soziale Arbeit als Unterstützung bürgerschaftlichen Engagements (= Soziale Arbeit). Leske und Budrich, Opladen 2002, ISBN 3-8100-3188-7.
- mit Nils Schumacher: Rechte Glatzen. Rechtsextreme Orientierungs- und Szenezusammenhänge – Verbleibs-, Verbleibs- und Ausstiegsprozesse von Skinheads (= Analysen zu gesellschaftlicher Integration und Desintegration). VS Verlag für Sozialwissenschaften, Wiesbaden 2007, ISBN 978-3-531-14709-3.
- (Hrsg.): Dasselbe in grün? Aktuelle Perspektiven auf das Verhältnis von Polizei und sozialer Arbeit. Juventa Verlag, Weinheim u. a. 2010, ISBN 978-3-7799-2233-9.
- Wie kann Ausstiegsarbeit gelingen? Ausstiegsprozesse aus der rechten Szene (= Expertisen für Demokratie. 2010,1). Friedrich-Ebert-Stiftung, Berlin 2010, ISBN 978-3-86872-402-8.